# Universitas Surabaya
Universitas Surabaya – indonezyjska uczelnia prywatna w Surabai (prowincja Jawa Wschodnia). Została założona w 1966 r. jako Universitas Trisakti Surabaya; od 1968 r. funkcjonuje pod nazwą Universitas Surabaya.